# Jordan Teze
Jordan Teze (ur. 30 września 1999 w Groningen) – holenderski piłkarz pochodzenia kongijskiego, grający na pozycji prawego obrońcy w monakijskim klubie AS Monaco oraz w reprezentacji Holandii. 

## Sukcesy

### PSV Eindhoven
- Puchar Holandii: 2021/2022
- Puchar Holandii: 2022/2023
- Superpuchar Holandii: 2022
- Superpuchar Holandii: 2023
- Superpuchar Holandii: 2024[2]